# Gîte

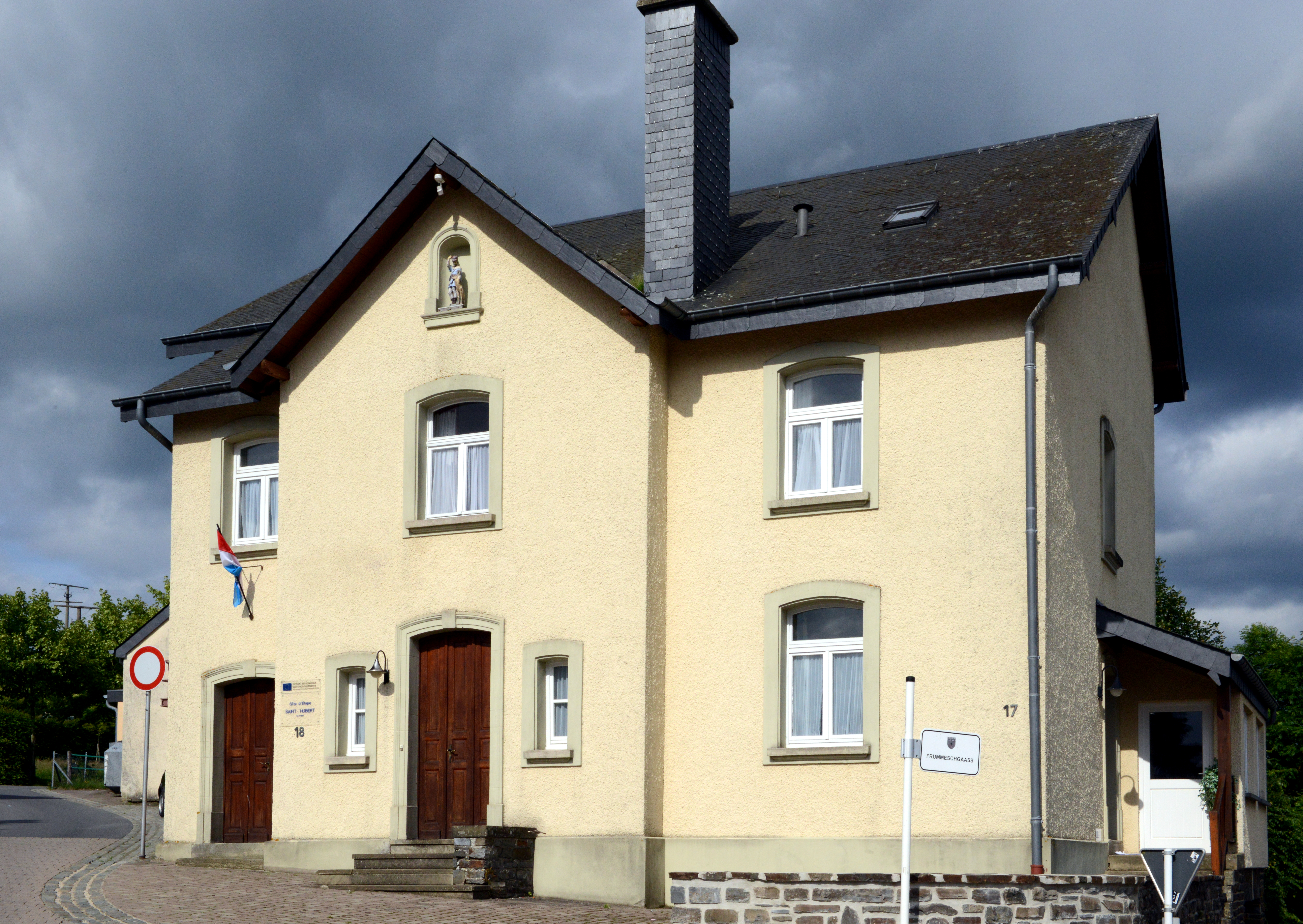
Gîte in Luxemburg

Een gîte is in Franstalige gebieden een overnachtingsgelegenheid voor toeristen. Er zijn verschillende soorten gîtes.
De term gîte wordt tegenwoordig vooral gebruikt voor vakantiewoningen die volledig gemeubileerd worden verhuurd. De mate van luxe varieert, van een opgeknapte schuur tot een luxe villa met zwembad. Er zijn zo'n 55.000 geregistreerde gîtes in Frankrijk. Veel eigenaren hanteren hun eigen huurtarieven, de meeste verhuur gaat per week. 
Vaak is een gîte een voormalige boerderij of arbeiderswoning die is verbouwd voor de ontvangst van gasten. 